# روبرت إس. ديتز
روبرت إس. ديتز (بالإنجليزية: Robert S. Dietz)‏ هو عالم محيطات وجيولوجي أمريكي، ولد في 14 سبتمبر 1914 في وستفيلد في الولايات المتحدة، وتوفي في 19 مايو 1995 في تمبي في الولايات المتحدة.

## وصلات خارجية
- روبرت إس. ديتز على موقع الموسوعة البريطانية (الإنجليزية)